# Amata disrupta
Amata disrupta är en fjärilsart som beskrevs av Moore 1878. Amata disrupta ingår i släktet Amata och familjen björnspinnare. Inga underarter finns listade i Catalogue of Life.